# Laura Chambers
Pour les articles homonymes, voir Chambers.
Laura Chambers est la directrice générale par intérim (CEO) de Mozilla Corporation

## Biographie
Elle grandit dans une petite ville d'Australie, et obtient une licence en philosophie de l'université de Melbourne. Après avoir obtenu son diplôme, elle a travaillé comme consultante chez McKinsey & Company,.
Après son passage chez McKinsey, Laura Chambers part aux États-Unis pour étudier à l’université Stanford, où elle obtient une maîtrise en administration des affaires en 2005,,. Elle travaille ensuite chez eBay pendant 13 ans, puis chez PayPal, Skype et Airbnb,.
En 2020, elle devient PDG de Willow Innovations, une entreprise de tire-lait portables dont le siège est à Mountain View, en Californie,.
En 2021, elle rejoint le conseil d'administration de Mozilla Corporation,. Le 8 février 2024, elle remplace Mitchell Baker en tant que PDG par intérim de Mozilla,. Elle déclare qu'elle ne chercherait pas un poste permanent de PDG, car elle envisage de retourner en Australie plus tard en 2024 pour raisons familiales.
Laura Chambers vit avec sa famille dans la région de la baie de San Francisco. Elle a trois enfants,.